# Cryptocephalus excisus
Cryptocephalus excisus is een keversoort uit de familie bladkevers (Chrysomelidae). De wetenschappelijke naam van de soort werd in 1872 gepubliceerd door Georg Karl Maria Seidlitz.